# Anaplectoides colorata
Anaplectoides colorata là một loài bướm đêm trong họ Noctuidae.